# North Two Ocean Creek

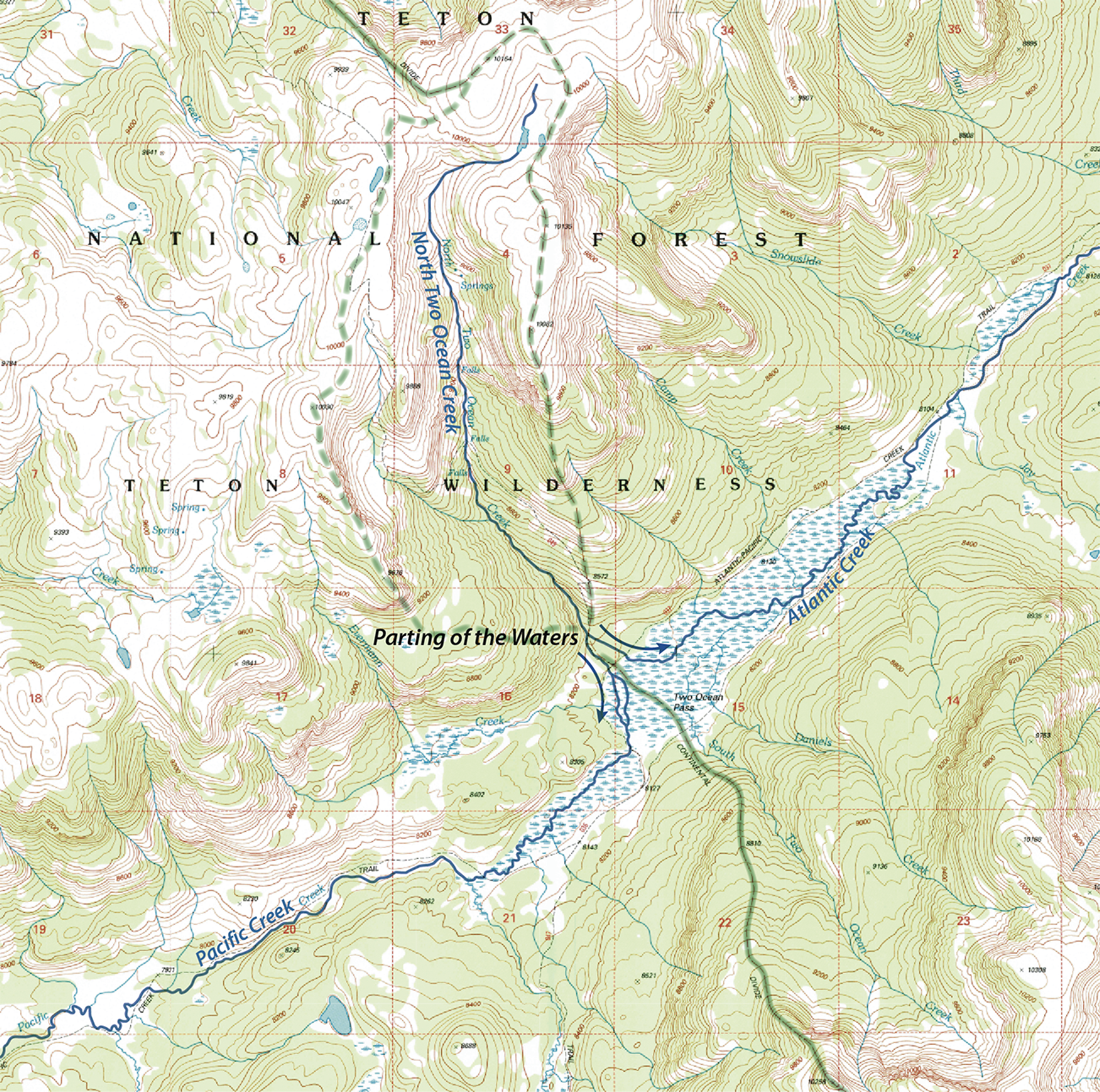
Carte topographique montrant la North Two Ocean Creek et le Continental Divide (en vert)

North Two Ocean Creek est une rivière d'une dizaine de kilomètres de long au Wyoming, États-Unis.
La rivière est remarquable de par son écoulement l’emmenant exactement sur la ligne continentale de partage des eaux d'Amérique du Nord (en anglais : Continental Divide) entre les océans Atlantique et Pacifique. 
La rivière, qui coule dans le col nommé Two Ocean Pass (en), se sépare alors en deux rivières (elle crée un défluent), au lieu-dit Parting of the Waters. L'une s'écoule sous le nom de Atlantic Creek et rejoint la Yellowstone River, Missouri River puis le Mississippi, elle finit donc dans l'océan Atlantique. En revanche, l'autre défluent rejoint le Pacifique sous le nom de Pacific Creek en empruntent la Snake River et Columbia River.
Il s'agit d'un des rares cas de diffluence menant à un autre océan.